# Aricia infraplumbea
Aricia infraplumbea är en fjärilsart som beskrevs av Ruggero Verity 1920. Aricia infraplumbea ingår i släktet Aricia och familjen juvelvingar. Inga underarter finns listade i Catalogue of Life.